# Nova revija
Nova revija (Revue nouvelle) je bila hrvatska dvomjesečna bogoslovna revija. Prvo je bila tromjesečnikom, a od 1930. izlazi dvomjesečno. Bila je dijelom vala hrvatskih bogoslovnih revija koje su počele izlaziti 1920-ih.
Izdavali su ju franjevci iz franjevačkog samostana u Makarskoj, a tiskala se je u Dubrovniku. Izlazila je u Makarskoj. Uređivao ju je Bernardin Topić. Tekstovi su bili na hrvatskom i francuskom jeziku.
Izlazia je od 1922. do 1941. godine. Idejni začetnik časopisa bio je fra Petar Grabić.

### Članci
- Macut, Ivan. 2018. Filozofske teme i filozofi u časopisu Nova revija (1922. - 1941.). Crkva u svijetu. Sveučilište u Splitu - Katolički bogoslovni fakultet. Split. 53 (1): 26–50